# ديفيد يوهانسن
ديفيد يوهانسن (بالإنجليزية: David Johansen)‏ (و. 1950 – م) هو ممثل، وموسيقي، ومغن مؤلف، ومغن من الولايات المتحدة الأمريكية . ولد في مدينة نيويورك .

## روابط خارجية
- ديفيد يوهانسن على موقع IMDb (الإنجليزية)
- ديفيد يوهانسن على موقع الموسوعة البريطانية (الإنجليزية)
- ديفيد يوهانسن على موقع ألو سيني (الفرنسية)
- ديفيد يوهانسن على موقع ميوزك برينز (الإنجليزية)
- ديفيد يوهانسن على موقع ميوزك برينز (الإنجليزية)
- ديفيد يوهانسن على موقع أول موفي (الإنجليزية)
- ديفيد يوهانسن على موقع قاعدة بيانات الأفلام السويدية (السويدية)
- ديفيد يوهانسن على موقع إن إن دي بي (الإنجليزية)
- ديفيد يوهانسن على موقع أول ميوزيك (الإنجليزية)
- ديفيد يوهانسن على موقع أول ميوزيك (الإنجليزية)